# Kevin Chamorro
Kevin Chamorro, né le 8 avril 2000 à Liberia au Costa Rica, est un footballeur international costaricien qui joue au poste de gardien de but au Deportivo Saprissa.

## Biographie

### En club
Né à Liberia au Costa Rica, Kevin Chamorro est formé par l'AD Carmelita. Il joue son premier match en professionnel à 17 ans, le 22 février 2018, lors d'une rencontre de championnat face au Santos de Guápiles. Il est titularisé et les deux équipes se neutralisent (1-1 score final),.
Le 29 mai 2019, Kevin Chamorro signe en faveur de l'AD San Carlos pour un contrat d'un an. Il arrive notamment pour apporter de la concurrence à Marco Madrigal au poste de gardien de but.
Le 11 juin 2021, Kevin Chamorro rejoint le Deportivo Saprissa pour un contrat de deux ans.
Il joue son premier match pour le Deportivo Saprissa le 8 septembre 2021, lors d'une rencontre de championnat face au Sporting FC. Il est titularisé et son équipe est battue par quatre buts à zéro.
Le 10 juillet 2024, Kevin Chamorro rejoint le GD Estoril-Praia sous la forme d'un prêt d'une saison, avec option d'achat.

### En sélection
En janvier 2019, Kevin Chamorro est appelé pour la première fois avec l'équipe nationale du Costa Rica, par le sélectionneur Gustavo Matosas (en), où il a un rôle de doublure de Keylor Navas,. 
Il doit toutefois attendre le 26 mars 2023 et un match contre la Martinique pour honorer sa première sélection avec le Costa Rica. Il est titularisé et son équipe s'impose par deux buts à un,. Il est de nouveau titularisé trois jours plus tard contre le Panama (défaite 0-1 du Costa Rica).
En juin 2024, Chamorro fait partie de la liste des 26 joueurs costariciens retenus par Gustavo Alfaro pour participer à la Copa América 2024.